# Thinopteryx maculosa
Thinopteryx maculosa là một loài bướm đêm trong họ Geometridae.